# Nœud lymphatique cervical latéral profond
Les nœuds lymphatiques cervicaux latéraux profonds (ou ganglions lymphatiques cervicaux profonds) sont les ganglions lymphatiques situés dans le cou le long de la veine jugulaire interne.

## Description
Les nœuds lymphatiques cervicaux latéraux profonds se trouvent dans la gaine carotidienne à proximité de la veine jugulaire interne. Ils sont connectés en haut aux vaisseaux lymphatiques méningés,.
Les ganglions lymphatiques cervicaux profonds peuvent être divisés nœuds lymphatiques cervicaux latéraux profonds supérieurs et inférieurs et en nœuds lymphatiques cervicaux latéraux profonds inférieurs,.
Les nœuds lymphatiques cervicaux latéraux profonds supérieurs comprennent un nœud lymphatique jugulo-digastrique, un nœud lymphatique profond supérieur latéral et un nœud lymphatique profond supérieur et antérieur.
Les nœuds lymphatiques cervicaux latéraux profonds inférieurs comprennent un nœud lymphatique jugulo-omohyoïdien, un nœud lymphatique profond inférieur latéral et des nœuds lymphatiques profonds inférieurs et antérieurs.

## Zone de drainage
Les nœuds lymphatiques cervicaux latéraux profonds drainent de nombreuses zones de la tête notamment le pharynx, la bouche et les méninges,.